# Axel Schandorff
Axel Carl Schandorff (* 3. März 1925 in Nørrebro, Kopenhagen; † 28. Januar 2016 in Kopenhagen) war ein dänischer Bahnradsportler.
Axel Schandorff war von 1946 bis 1953 als Spezialist für die Kurzzeitdisziplinen auf der Bahn aktiv, bis 1950 als Amateur. 1946 wurde er in Zürich Vizeweltmeister im Sprint der Amateure und 1948 in Amsterdam ein zweites Mal. 1947 unterlag er im Kampf um den dritten Platz gegen Henri Sensever. 1949 belegte er Platz drei beim renommierten Sprint-Klassiker Grand Prix de Paris. Neunmal wurde er dänischer Sprint-Meister, bei den Amateuren wie bei den Profis.
1948 startete Schandorff bei den Olympischen Spielen in London und errang die die Bronzemedaille im Sprint, im 1000-Meter-Zeitfahren belegte er Rang fünf. Als Amateur siegte er im Grand Prix Kopenhagen 1948 und 1949.
Von Beruf war Schandorff gelernter Goldschmied.
Axel Schandorff ist der Vater der Balletttänzerin Silja Schandorff.